# タッチ!ボンバーマンランド スターボンバーのミラクル★ワールド
『タッチ!ボンバーマンランド スターボンバーのミラクル★ワールド』はハドソンから2007年7月19日に発売されたニンテンドーDS用ソフト。『ボンバーマンランドシリーズ』DS作品第2作目。

## ゲーム内容
今作はボムボムキングダムを舞台としている。前作同様ミニゲームの数は豊富。
以下のゾーンがある。
スターゾーン
白ボン達が最初に来る場所。スターキャッスルと呼ばれる城がある。
ムーンゾーン
サーカステントがあるゾーン。
サニーゾーン
岩場が多いゾーン。サニータワーと呼ばれる塔がある。
アースゾーン
墓やお化けと言ったものが多い不気味なゾーン。かつて魔法使いのマジックショーが披かれていたが、客が来なくなり現在に至る。エヴィルパレスと呼ばれる場所がある。

## キャラクター
しろボン
本作の主人公。
くろボン
しろボンの親友で、自称永遠のライバル。
プリティボンバー
わがままだけど、本当は優しいお姉さん。
ゴールドボンバー
ゴールド団のリーダー。
あおボン
楽しいことが大好きなスポーツ少年で、ゴールド団のつっこみ役。
みどりボン
ゴールド団の参謀。ちょっと天然なところがあるが、頭はいい。
スターボンバー
「ボムボムキングダム」を治めている天才マジシャンで、ボンバーマンのマジシャン世界で一二を争う凄腕。ボンバーせんにんの1番弟子。船に乗っていた白ボン達を一瞬で「ボムボムキングダム」に移動させる人知を超えたマジックを使用したり、人を風船のような体形にして浮かせる「フワフワノジュツ」を使用や、指定した人物を別の姿に変える「バケバケマジック」するなど多彩な奇術を使う。白ボンを気に入っている。
ジョーカー
「ボムボムキングダム」のアトラクションの受付で必ず登場するピエロ。各ゾーンによって外見が異なる。
ジャック
「スターゾーン」の支配者。常に木馬上に乗っているボンバーだが、木馬が消えると泣き出す。木馬は生きている。
アクアボン
「ムーンゾーン」のサーカス見習い団員の女の子。星をモチーフにした飾りと水色の外見が特徴。いつもドジをするが、頑張り屋。「ダンスでボンバー」でアクアボンが負けた時すねた顔になっている。
クイーン
「ムーンゾーン」のサーカス団長。
フォーチュン3姉妹
占いをしている姉妹。「スターゾーン」、「ムーンゾーン」、「サニーゾーン」に各一人いる。
ボンバーせんにん兄弟
「ムーンゾーン」の空の上で修行している方が兄で、「アースゾーン」の地下で修行しているのは弟。100年前から生きている。ボンバーせんにん兄はアクアボンがサーカスの練習で失敗した時に励ましてくれる懐が広い所を持っている。弟から100年前（弟曰く99年前）から貸している帽子がある。また、弟からセンスがないと言われる。ボンバーせんにん兄弟は外見が同じだが、色は違う（兄は赤で、弟は青）
エース
サニーゾーン支配者。大柄で金色が特徴。性格は熱血だが、海を泳ぐ事ができない。
ミイラボン
「アースゾーン」に住むボンバーマン。カボチャの仮面で、体は包帯で包んでおり、右手にスコップを持っているのが特徴。1000年間墓に眠っており、自分の仲間と遊び遊び終わると1000年の眠りに付く。
エヴィルボンバー
「アースゾーン」に住む魔法使い。「ボムボムキングダム」を征服しようと企む。また、キングダムの関係者から恐れられている。「エヴィルキャッスル」と呼ばれる自身の城を持つ。

## 語句
ボムパッド
スターボンバーから貰った機械。送られたメールをチェックしたり、現在の記録をセーブしたりロードすることができる。また、「ボムボムキングダム」にある宝箱やイベントで手に入るアイテムは、ボムパッドに登録されて身に着けるアイテムをワンタッチで取り替える事が出来る。

## ピースの種類
スターピース
ムーンピース
サニーピース
アースピース
ハートピース
サンダーピース
レインボーピース